# Tito Guízar
Tito Guízar (Guadalajara, Jalisco; 8 de abril de 1908 — San Antonio, Texas; 24 de dezembro de 1999) foi um ator mexicano de cinema, musical e televisão.

## Biografia
Sua mãe, Adela Tolentino de Guízar, que era apaixonada pela música, iniciou o jovem Tito no gosto pela música mexicana.
Em 1924, seu tio Francisco Tolentino era o Governador interino do estado de Jalisco; com seus contatos, o político conseguiu que o sobrinho de 16 anos tivesse uma estreia breve mas com êxito como cantor no Teatro Degollado de Guadalajara.
Teve como professores reconhecidos cantores mexicanos e italianos, incluindo o célebre tenor Tito Schipa. Vários anos depois chegaria a apresentar-se no Carnegie Hall de Nova York. No filme Marina em 1945, versão da homônima obra espanhola e acompanhado da soprano Amanda Ledesma, Tito mostra aceitáveis dotes de tenor lírico.
Foi protagonista do primeiro filme mexicano que transcendeu fronteiras: "Allá en el Rancho Grande," com Esther Fernández como dama jovem.
Por volta dos anos 1930, Tito começou sua carreira em Hollywood, na Califórnia. Foi apresentador durante 7 anos de um dos primeiros programas bilingues da radio norte-americana na rede CBS. Durante esse tempo atuou em vários filmes da Paramount Pictures como protagonista, alternando com atores já famosos como Bob Hope, W.C. Fields, Virginia Bruce, Dorothy Lamour e Ray Milland.
Seus êxitos no Estados Unidos não o fizeram se desvincular do seu amado México. Continuou sua carreira até avançada idade cantando em centros noturnos, assim como atuando na televisão. Em suas várias atuações alguns papéis se destacam: Papa Pancho na novela Marimar (1994), contracenando com as atrizes Thalía e Ada Carrasco, Padre Honorio em Maria do Bairro (1995), também atuando com Thalía, e outros atores como Fernando Colunga, Irán Eory e Ricardo Blume, e A Usurpadora (1998) contracenando com atores como Gabriela Spanic, Ninón Sevilla, Paty Díaz e Magda Guzmán.
Tito faleceu no dia 24 de dezembro de 1999 em San Antonio, no Texas. Encontra-se sepultado no Panteón Jardín, Cidade do México no México.

## Trajetória

### Televisão
- El privilegio de amar (1998) .... Agustín García
- La usurpadora (1998) .... Don Chico
- Mujer, casos de la vida real (1997)
- María la del barrio (1995) .... Padre Honorio
- Marimar (1994) .... Papá Pancho
- De pura sangre (1988) .... Juan
- The Chevy Show (1960)

### Cinema
- Reclusorio (1997) .... Tito Iriarte
- Allá en el rancho de las flores (1983)
- The Time and the Touch (1962) .... Max
- Locos por la televisión (1958)
- Música en la noche (1958)
- Música y dinero (1958)
- Locura musical (1958)
- Los hijos de Rancho Grande (1956)
- El pecado de ser mujer (1955)
- El plagiario (1955)
- De ranchero a empresario (1954)
- Sindicato de telemirones (1954)
- De Tequila, su mezcal (1950)
- Ahí viene Vidal Tenorio (1949)
- En los altos de Jalisco (1948)
- El gallero (1948) .... Gabriel
- Tropical Masquerade (1948) .... Fernando/Julio (Dual Role)
- The Gay Ranchero (1948) .... Nicci Lopez
- On the Old Spanish Trail (1947) .... Rico/The Gypsy
- The Thrill of Brazil (1946) .... Tito Guizar
- Mexicana (1945) .... 'Pepe' Villarreal
- 'Como México no hay dos'! (1945)
- Marina (1945)
- Adiós, Mariquita linda (1944)
- Brazil (1944) .... Miguel Soares
- Amores de ayer (1944)
- ¡Qué lindo es Michoacán! (1943)
- Blondie Goes Latin (1941) .... Manuel Rodríguez
- Allá en el Trópico (1940) .... José Juan García
- De México llegó el amor (1940)
- The Llano Kid (1939) .... The Llano Kid
- El rancho del pinar (1939) .... Alberto Galindo
- Papa Soltero (1939)
- St. Louis Blues (1939) .... Rafael San Ramos
- El trovador de la radio (1938) .... Mario del Valle
- Mis dos amores (1938) .... Julio Bertolin
- Tropic Holiday (1938) .... Ramón
- Amapola del camino (1937) .... Antonio Rosales
- Allá en el Rancho Grande (1936) .... José Francisco Ruelas
- Under the Pampas Moon (1935) .... Cafe Singer